# Scottish League One 2023-2024
La Scottish League One 2023-2024 è stata la 49ª edizione di quella che era la Scottish Second Division e l'undicesima sotto la nuova denominazione. La stagione è iniziata il 5 agosto 2023 e si è conclusa il 4 maggio 2024

## Squadre partecipanti
| Squadra             | Città     | Stadio             | Capienza | Posizione 2022-2023                                           |
| ------------------- | --------- | ------------------ | -------- | ------------------------------------------------------------- |
| Alloa Athletic      | Alloa     | Recreation Park    | 3,100    | 4º posto                                                      |
| Annan Athletic      | Annan     | Galabank Stadium   | 3,100    | 3º posto in Scottish League Two 2022-2023, vincitore play-off |
| Cove Rangers        | Altens    | Balmoral Stadium   | 3,023    | 10º posto in Scottish Championship 2022-2023                  |
| Edinburgh           | Edimburgo | Meadowbank Stadium | 2,020    | 6º posto                                                      |
| Falkirk             | Falkirk   | Falkirk Stadium    | 8,000    | 2º posto                                                      |
| Hamilton Academical | Altens    | Balmoral Stadium   | 3,023    | 9º posto in Scottish Championship 2022-2023                   |
| Kelty Hearts        | Kelty     | New Central Park   | 2,181    | 8º posto                                                      |
| Montrose            | Montrose  | Links Park         | 4,936    | 7º posto                                                      |
| Queen of the South  | Dumfries  | Palmerston Park    | 7,620    | 5º posto                                                      |
| Stirling Albion     | Stirling  | Forthbank Stadium  | 3,808    | 1º posto in Scottish League Two 2022-2023                     |

## Classifica finale
|  | Pos. | Squadra             | Pt | G  | V  | N  | P  | GF | GS | DR  |
|  | ---- | ------------------- | -- | -- | -- | -- | -- | -- | -- | --- |
|  | 1.   | Falkirk             | 81 | 36 | 23 | 12 | 1  | 63 | 21 | +42 |
|  | 2.   | Hamilton Academical | 67 | 36 | 19 | 10 | 7  | 70 | 39 | +31 |
|  | 3.   | Alloa Athletic      | 60 | 36 | 17 | 9  | 10 | 82 | 51 | +31 |
|  | 4.   | Montrose            | 57 | 36 | 17 | 6  | 13 | 56 | 47 | +9  |
|  | 5.   | Cove Rangers        | 54 | 36 | 16 | 6  | 14 | 59 | 59 | 0   |
|  | 6.   | Kelty Hearts        | 51 | 36 | 15 | 6  | 15 | 60 | 55 | +5  |
|  | 7.   | Queen of the South  | 48 | 36 | 13 | 9  | 14 | 50 | 55 | −5  |
|  | 8.   | Annan Athletic      | 40 | 36 | 10 | 10 | 16 | 39 | 54 | −15 |
|  | 9.   | Stirling Albion     | 24 | 36 | 5  | 9  | 22 | 35 | 68 | −33 |
|  | 10.  | Edinburgh           | 16 | 36 | 3  | 7  | 26 | 19 | 84 | −65 |

Legenda:

      Campione di League One e promossa in Championship
      Ammesse ai play-off per la Championship
      Ammesse ai play-out per la League Two
      Retrocessa in League Two
Note:

Tre punti a vittoria, uno a pareggio, zero a sconfitta.

## Post season

### Play-off promozione
Ai play-off partecipano la 2ª, 3ª e 4ª classificata della League One (Hamilton Academical, Alloa Athletic, Montrose) e la 9ª classificata della Championship 2023-2024 (Inverness).

#### Semifinali
| Squadra 1      | Totale | Squadra 2           | Andata | Ritorno |
| -------------- | ------ | ------------------- | ------ | ------- |
| Montrose       | 0 – 1  | Inverness           | 0 – 0  | 0 – 1   |
| Alloa Athletic | 4 – 5  | Hamilton Academical | 2 – 2  | 2 – 3   |

#### Finale
| Squadra 1           | Totale | Squadra 2 | Andata | Ritorno |
| ------------------- | ------ | --------- | ------ | ------- |
| Hamilton Academical | 5 – 3  | Inverness | 2 – 1  | 3 – 2   |

### Play-out
Ai play-out partecipano la 2ª, 3ª e 4ª classificata della League Two 2023-2024 (Peterhead, Spartans, Dumbarton) e la 9ª classificata della League One 2023-2024 (Stirling Albion).

#### Semifinali
| Squadra 1 | Totale | Squadra 2       | Andata | Ritorno |
| --------- | ------ | --------------- | ------ | ------- |
| Dumbarton | 2 – 1  | Stirling Albion | 2 – 1  | 0 – 0   |
| Spartans  | 7 – 2  | Peterhead       | 2 – 1  | 5 – 1   |

#### Finale
| Squadra 1 | Totale | Squadra 2 | Andata | Ritorno |
| --------- | ------ | --------- | ------ | ------- |
| Dumbarton | 4 – 3  | Spartans  | 2 – 1  | 2 – 2   |

## Verdetti
- Falkirk: Vincitore della Scottish League One, promosso in Scottish Championship 2024-2025.
- Hamilton Academical: Vincitore dei play-off promozione, promosso in Scottish Championship 2024-2025.
- Stirling Albion: Perdente dei play-out, retrocesso in Scottish League Two 2024-2025.
- Edinburgh: Ultimo della Scottish League One, retrocesso in Scottish League Two 2024-2025.